# Leserschaftsforschung
Die Leserschaftsforschung stellt innerhalb der Mediaforschung eine systematische Stichprobenerhebung zur Untersuchung der Struktur der Leser von Zeitungen und Zeitschriften, deren Lesegewohnheiten und Reichweiten der Printmedien dar.

## Kriterien
Zwei Kriterien, die zur Leserschaftsforschung vonnöten sind, sind die Erhebung des Leserkreises (Leser haben welche Medien in welchen Intervallen gelesen oder durchblättert) und die Fluktuation der Leserschaft. Des Weiteren werden die Anzahl der Leser pro Ausgabe und ihr Leseverhalten auf das Exemplar und seine einzelnen Seiten ermittelt. Hierzu zählen auch die Lesedauer und Lesehäufigkeit sowie die Leseintensität und das Interesse des Lesers. 

## Nutzen
Die Leserschaftsforschung dient den Redaktionen dazu, die Akzeptanz des redaktionellen Angebotes zu überprüfen und gegebenenfalls das Angebot den Bedürfnissen der Leserschaft anzupassen. Ebenfalls werden grundlegende Informationen für die Werbung innerhalb von Druckmedien bzw. für die Bewerbung der Druckmedien selbst geliefert.

## Methoden
Zur Erforschung des Leseverhaltens werden die verschiedensten Methoden eingesetzt. Die „klassischen“ Methoden beruhen auf einer Befragung der Leserschaft. Der Nachteil dieses Verfahrens besteht darin, dass nicht das eigentliche Leseverhalten abgebildet wird, sondern nur das von den befragten Personen artikulierte Verhalten. Erfahrungsgemäß können jedoch befragte Personen ihr Leseverhalten nur unzulänglich wiedergeben. Dies liegt darin begründet, dass der Leseakt in vielen Fällen einen unbewussten, gewohnheitsmäßig ablaufenden Vorgang darstellt, an den sich die befragten Leser nur sehr schlecht erinnern können. Damit haben alle Befragungsmethoden einen mehr oder weniger eingeschränkten Nutzen für die Redaktion einer Zeitung oder Zeitschrift.
Modernere Verfahren versuchen, das Leseverhalten ohne nachträgliche Befragung von Lesern zu erfassen – z. B. mittels einer Blickverlaufskamera (eye tracking). Bei dieser Methode werden die Augenbewegungen des Lesers während des Leseakts durch eine Kamera aufgezeichnet und auf die Zeitung projiziert, so dass nachträglich festgestellt werden kann, was der Leser tatsächlich in der Zeitung gelesen hat. Die Nachteile dieser Methode liegen im großen technischen Aufwand für die Erhebung und Auswertung des Leseverhaltens, in der mangelnden Repräsentativität der Ergebnisse für die ganze Leserschaft infolge zu kleiner Stichprobenzahlen und in möglichen Verzerrungen – bedingt durch die Laborsituation der beobachteten Leser.
Das modernste Verfahren zur Erfassung des Leseverhaltens ist Readerscan. Bei diesem Verfahren wird das Leseverhalten mittels eines Scanvorganges während des Leseakts aufgezeichnet. Die Auswertung der Daten erfolgt voll elektronisch, so dass die ermittelten Daten des Leseverhaltens den Redaktionen schon wenige Stunden nach dem Erscheinen der Zeitung zur Verfügung stehen. Der Nachteil der Methode liegt darin, dass wohl das eigentliche Lesen erfasst werden kann, nur eingeschränkt aber das flüchtige Überfliegen von Seiten mit den Augen.